# Tavola degli integrali più comuni
In base al Primo teorema fondamentale del calcolo integrale, il calcolo di suddetti integrali tramite identificazione della primitiva viene effettuato attraverso algoritmi atti a far sì che la derivata del risultato coincida con la funzione integranda.
Questa pagina contiene una tavola degli integrali più comuni.
Queste formule sono equivalenti a quelle presentate nella tavola delle derivate.
Per altri integrali vedi Integrale § Tavole di integrali.
Qui {\displaystyle C} denota una costante arbitraria di integrazione che ha senso specificare solo
in relazione a una specificazione del valore dell'integrale in qualche punto.

## Regole per l'integrazione di funzioni generiche
Costante:
{\displaystyle \int af(x)\,\mathrm {d} x=a\int f(x)\,\mathrm {d} x}
Somma:
{\displaystyle \int [f(x)+g(x)]\,\mathrm {d} x=\int f(x)\,\mathrm {d} x+\int g(x)\,\mathrm {d} x}
Integrazione per parti:
{\displaystyle \int f(x)g'(x)\,\mathrm {d} x=f(x)g(x)-\int f'(x)g(x)\,\mathrm {d} x}

## Funzioni razionali
{\displaystyle \int \,\mathrm {d} x=x+C}
{\displaystyle \int x^{a}\,\mathrm {d} x={\frac {x^{a+1}}{a+1}}+C\iff a\neq -1}
{\displaystyle \int {\frac {1}{x}}\,\mathrm {d} x=\ln {\left|x\right|}+C}
{\displaystyle \int {\sqrt {x}}\,\mathrm {d} x={\frac {2}{3}}{\sqrt {x^{3}}}+C}
{\displaystyle \int {\frac {f'(x)}{f(x)}}\,\mathrm {d} x=\ln {\left|f(x)\right|}+C}
{\displaystyle \int {\frac {f'(x)}{1+f^{2}(x)}}\,\mathrm {d} x=\arctan {f(x)}+C}
{\displaystyle \int {\frac {1}{1+x^{2}}}\,\mathrm {d} x=\arctan {x}+C}
{\displaystyle \int {\frac {1}{a^{2}+x^{2}}}\,\mathrm {d} x={\frac {1}{a}}\arctan {\frac {x}{a}}+C}
{\displaystyle \int {\frac {1}{a+bx^{2}}}\,\mathrm {d} x={\frac {\arctan {\frac {{\sqrt {b}}x}{\sqrt {a}}}}{\sqrt {ab}}}+C}
{\displaystyle \int {\frac {1}{ax^{2}+bx+c}}\,\mathrm {d} x={\frac {1}{\sqrt {b^{2}-4ac}}}\ln {\left|{\frac {2ax+b-{\sqrt {b^{2}-4ac}}}{2ax+b+{\sqrt {b^{2}-4ac}}}}\right|}+C\iff b^{2}-4ac>0}
{\displaystyle \int {\frac {1}{ax^{2}+bx+c}}\,\mathrm {d} x={\frac {2}{\sqrt {4ac-b^{2}}}}\arctan {\left({\frac {2ax+b}{\sqrt {4ac-b^{2}}}}\right)}+C\iff b^{2}-4ac<0}
{\displaystyle \int {\frac {x+c}{\left(x+b\right)^{2}+a^{2}}}\,\mathrm {d} x={\frac {1}{2}}\ln {\left(x^{2}+2bx+a^{2}+b^{2}\right)}+{\frac {c-b}{a}}\arctan {\left({\frac {x+b}{a}}\right)}+C}

## Logaritmi
{\displaystyle \int \ln {x}\,\mathrm {d} x=x\ln {x}-x+C}
{\displaystyle \int \log _{b}{x}\,\mathrm {d} x=x\log _{b}{x}-x\log _{b}{e}+C}

## Funzioni esponenziali
{\displaystyle \int e^{x}\,\mathrm {d} x=e^{x}+C}
{\displaystyle \int e^{ax}\,\mathrm {d} x={\frac {e^{ax}}{a}}+C}
{\displaystyle \int f'(x)e^{f(x)}\,\mathrm {d} x=e^{f(x)}+C}
{\displaystyle \int a^{x}\,\mathrm {d} x={\frac {a^{x}}{\ln {a}}}+C}
{\displaystyle \int a^{f(x)}f'(x)\,\mathrm {d} x={\frac {a^{f(x)}}{\ln {a}}}+C}

## Funzioni irrazionali
{\displaystyle \int {1 \over {\sqrt {1-x^{2}}}}\,\mathrm {d} x=\arcsin {x}+C}
{\displaystyle \int {-1 \over {\sqrt {1-x^{2}}}}\,\mathrm {d} x=\arccos {x}+C}
{\displaystyle \int {1 \over |x|{\sqrt {x^{2}-1}}}\,\mathrm {d} x=\operatorname {arcsec} {x}+C}
{\displaystyle \int {1 \over {\sqrt {1+x^{2}}}}\,\mathrm {d} x=\operatorname {settsinh} {x}+C}
{\displaystyle \int {1 \over {\sqrt {x^{2}-1}}}\,\mathrm {d} x=\operatorname {settcosh} {x}+C}
{\displaystyle \int {\sqrt[{}]{a^{2}-x^{2}}}\,\mathrm {d} x={\frac {a^{2}}{2}}\arcsin {\frac {x}{a}}+{\frac {x}{2}}\,{\sqrt {a^{2}-x^{2}}}\ +C}
{\displaystyle \int {\sqrt[{}]{a^{2}+x^{2}}}\,\mathrm {d} x={\frac {a^{2}}{2}}\operatorname {settsinh} {\frac {x}{a}}+{\frac {x}{2}}\,{\sqrt {a^{2}+x^{2}}}\ +C}

## Funzioni trigonometriche
{\displaystyle \int \cos {x}\,\mathrm {d} x=\sin {x}+C}
{\displaystyle \int \sin {x}\,\mathrm {d} x=-\cos {x}+C}
{\displaystyle \int f'(x)\cos f(x)\,\mathrm {d} x=\sin {f(x)}+C}
{\displaystyle \int f'(x)\,\sin {f(x)}\,\mathrm {d} x=-\cos {f(x)}+C}
{\displaystyle \int \tan {x}\,\mathrm {d} x=-\ln {\left|\cos {x}\right|}+C}
{\displaystyle \int \csc {x}\,\mathrm {d} x=-\ln {\left|\csc {x}+\cot {x}\right|}+C}
{\displaystyle \int \sec {x}\,\mathrm {d} x=\ln {\left|\sec {x}+\tan {x}\right|}+C}
{\displaystyle \int \cot {x}\,\mathrm {d} x=\ln {\left|\sin x\right|}+C}
{\displaystyle \int \sec ^{2}x\,\mathrm {d} x=\tan x+C}
{\displaystyle \int \csc ^{2}x\,\mathrm {d} x=-\cot x+C}
{\displaystyle \int \sin ^{2}x\,\mathrm {d} x={\frac {1}{2}}(x-\sin x\cos x)+C}
{\displaystyle \int \cos ^{2}x\,\mathrm {d} x={\frac {1}{2}}(x+\sin x\cos x)+C}
{\displaystyle \int \cos(ax)\,\mathrm {d} x={\frac {1}{a}}\,\sin(ax)+C}
{\displaystyle \int \sin(ax)\,\mathrm {d} x=-{\frac {1}{a}}\cos(ax)+C}

## Funzioni iperboliche
{\displaystyle \int \sinh x\,\mathrm {d} x=\cosh x+C}
{\displaystyle \int \cosh x\,\mathrm {d} x=\sinh x+C}
{\displaystyle \int \tanh x\,\mathrm {d} x=\ln(\cosh x)+C}
{\displaystyle \int {\mbox{csch}}\,x\,\mathrm {d} x=\ln \left|\tanh {x \over 2}\right|+C}
{\displaystyle \int {\mbox{sech}}\,x\,\mathrm {d} x=\arctan(\sinh x)+C}
{\displaystyle \int \coth x\,\mathrm {d} x=\ln |\sinh x|+C}
{\displaystyle \int \operatorname {settcosh} x\,\mathrm {d} x=x\operatorname {settcosh} x-{\sqrt {x^{2}-1}}+C}
{\displaystyle \int \operatorname {settsinh} x\,\mathrm {d} x=x\operatorname {settsinh} x-{\sqrt {x^{2}+1}}+C}
{\displaystyle \int \operatorname {setttanh} x\,\mathrm {d} x=x\operatorname {setttanh} x+{\frac {\log {(1-x^{2})}}{2}}+C}